# Tritón (química)

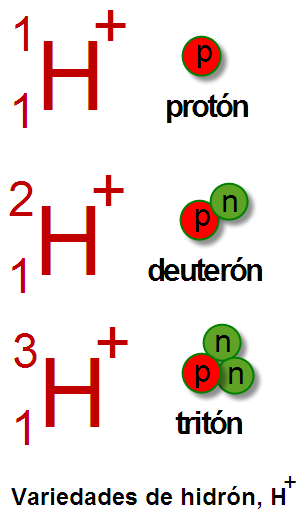
Tritón, una de las variedades del ion hidrógeno o Hidrón.

En química, y en física de partículas, el tritón, (del griego τρίτος, tritos, "el tercero"), designa el núcleo del átomo de tritio o hidrógeno pesado, un isótopo radiactivo del elemento hidrógeno.
El símbolo del tritón es 3H+, o más raramente, T+ o simplemente t. Un tritón se compone de dos neutrones y un protón.

## Datos básicos
| Datos sobre el tritón, 3H+, (según CODATA) | Datos sobre el tritón, 3H+, (según CODATA)     |
| ------------------------------------------ | ---------------------------------------------- |
| Carga                                      | e = +1,602 176 462(63)·10-19 C                 |
| Masa en reposo                             | 3,015500 u = 5,007355·10-27 kg = 5496,920 × me |
| Energía en reposo                          | 2808,920 MeV = 4,500386·10-10 J                |
| Vida media                                 | 12,32 años                                     |

El tritón es inestable y se desintegra con una vida media de 12,32 años.
Los tritones desempeñan un papel importante en las reacciones de fusión nuclear en los reactores nucleares de fusión, aún en desarrollo.
Los núcleos atómicos de los otros dos isótopos del hidrógeno, 1H (Protio) y 2H (deuterio), se conocen con el nombre de protón y deuterón. El nombre colectivo de los cationes de hidrógeno, independientemente de su núcleo central y de su masa, es el de hidrón. 

## Producción
Hay diversas reacciones nucleares en la que se producen tritones:
- Bombardeo con deuterones de 15-25 MeV sobre blancos de plomo-208.[3]

{\displaystyle ^{208}Pb\ +\ ^{2}H^{+}\,\to \,^{207}Pb\ +\ ^{3}H^{+}}
- Bombardeo con protones de 30 GeV sobre blancos de aluminio, berilio y hierro.[4]

- Reacción entre deuterones y protones con formación de tritones y piones positivos.[5]

{\displaystyle ^{2}H^{+}\ +\ ^{1}H^{+}\,\to \,^{3}H^{+}\ +\ \pi ^{+}}
- Colisiones de alta energía entre deuterones.[6]

Fusión nuclear de deuterones (núcleos de deuterio) y tritones (núcleos de tritio) con producción de helio.

## Reacciones nucleares con tritones
Una de las reacciones nucleares más interesantes en las que interviene el tritón es la fusión de núcleos de deuterio (deuterón) y de tritio (tritón) con formación de helio-4 y un gran desprendimiento de energía, que podría aprovecharse en los reactores nucleares de fusión.
{\displaystyle ^{2}H^{+}\ +\ ^{3}H^{+}\,\to \,^{4}He^{2+}\ +\ n^{0}\,+\ Energ{\acute {\imath }}a\ (17,6\ MeV)}
Una reacción similar es la que involucra a tritones y protones en los plasmas a alta temperatura.
La reacción entre nitrógeno-14 y tritones transcurre en dos fases, produciendo neutrones y oxígeno-16 en estado excitado, que posteriormente se desintegra dando nitrógeno-15 y protones.